# CAPPAERT
CAPPAERT is een Belgische band en bestaat uit de zussen Annelies (muziek, tekst, zang) en Sarah Cappaert (zang).

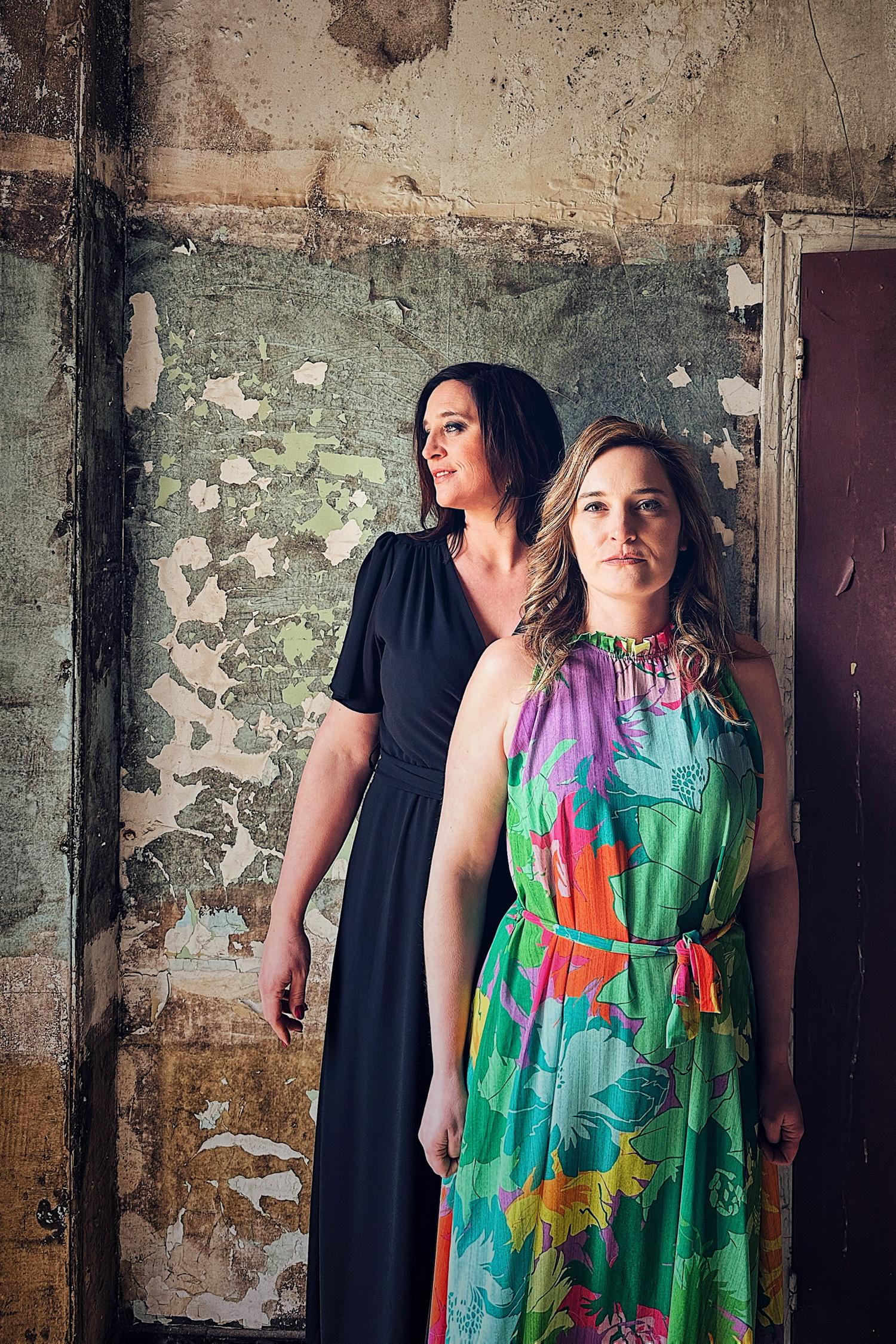
De zussen Annelies en Sarah Cappaert

Annelies Cappaert (Zedelgem, 10 september 1979, singer-songwriter) heeft haar eigen grafisch bureau "Mademoiselle ZinZin". Ze gaf reeds verschillende exposities met haar grafisch werk. Ze beschrijft haar werk als een combinatie van typografie, collage, computertechniek, schilderijen en tekeningen.
Als kind vergezelde ze haar moeder Annie bij optredens. Annie was de dochter van een bekend West-Vlaams cabaretier, Gaston Vandecasteele. Samen met haar moeder en grootvader, zette Annelies Cappaert haar eerste stappen op de planken (ze was toen 12 jaar). Ze leerde daar omgaan met een publiek, ritme en twee- of meerstemmigheid. Na een tijdje probeerde ze verschillende genres als jazz, rock, blues, soul, pop en r&b te ontdekken. Daarvoor begeleidde ze zichzelf ter ondersteuning op gitaar. Als beginnend artiest zong Annelies bij wijze van uitdaging en test in de straten van Brugge. Daarnaast bracht ze nieuwe interpretaties van bestaande nummers in kerken en op dorpspleinen. Soms fungeerde ze als backingvocal, soms als frontzangeres. Ze zong in coverbands, nam deel aan verschillende audities en zangwedstrijden. In 2004 haalde ze de finale van Idool, waarin ze tiende werd.
Sarah Cappaert (Zedelgem, 24 juli 1987) won in 2003 de publieksprijs van de zangwedstrijd Westtalent. In 2004 nam ze ook deel aan Idool maar haalde toen nipt de finale niet. Samen haalden ze in 2005 met de groepsnaam 'The Cappaert Sisters' de finale van X Factor. Ze behaalden de tweede plaats, na Udo. In 2008 nemen ze deel aan Eurosong, de landelijke preselectie voor het Eurovisiesongfestival. Hun nummer Lonely Heart On Wheels haalt de halve finale van Eurosong 2008 en werd meteen ook de titel van hun eerste album. De liedjes worden geschreven door Annelies Cappaert. 
Sinds april 2018 heet de groep niet langer "The Cappaert Sisters" of "A Butterfly Mind" maar simpelweg "CAPPAERT", verwijzend naar hun familienaam. In mei 2018 brachten ze een concertreeks "Concerts in the dark" in samenwerking met Blindenzorg Licht & Liefde, en brengen ze hun tweede album uit Warrior of the good.
Het nieuwe album, "Wild Bouquet", waar ze vijf jaar aan werkten, komt in het voorjaar van 2024 uit en is geproduceerd door Annelies Cappaert en Steve Willaert met een rijke orkestratie en een aantal exquise muzikanten. Het album is een reflectie van Annelies' confrontatie met de wazige sluimerende identiteit van de ziekte “endometriose" en enkele harde bijna-dood ervaringen.  Met "Wild Bouquet" willen de zussen de kracht van emotie en ontroering belichten als een bron van heling, als kijkbuis naar de waardevolle schoonheid van het leven, ongeacht de barre onzekerheden die zich voordoen. Met als ondertoon de stille hoop dat het soelaas kan bieden voor mensen in totale ontreddering.  
Annelies zocht en vond die kracht tijdens een solitaire reis naar IJsland, waar ze haar werk én haar ruwste emoties tegen het silhouet van de ruwe natuur hield: elke song werd minuscuul gepolijst doorheen de mist van haar palet aan emoties. Het artwork bij elk nummer is haar persoonlijk werk en voegt een complementair element toe aan de muziek: Annelies Cappaert is een beeldvoéler. De videoclips, waarvoor ze zelf het scenario schrijft, regie verzorgt en waarin ze acteert, kan je zien als een verlengde van haar verregaande innerlijke expressie. 
De videoclip van 'Eternal Sleep Avenue' speelt zich af in het Franse dorpje 'Ault' en komt op 28 april uit. Het is ook in dit dorpje, in een klein vissershuisje op de kliffen aan de Picardische krijtrotsen, dat Annelies de meeste songs van het nieuwe album schreef.  
Het album bevat tevens de bijdrage van drummer Steve Gadd (Joe Cocker, James Taylor, Eric Clapton, Kate Bush, Paul Simon,…) die de typerende kleur en sound realiseerde. De eerste single ‘Eternal Sleep Avenue’ ziet in april het licht en wordt door menig muzikanten alvast geprezen. 
Annelies werd onlangs semi-finalist in "The International Songwriting Competition" voor het nummer "Shaken Or Stirred” (album 2018) in de categorie "AMERICANA". In de jury zaten o.a. Tom Waits, Coldplay, Hozier en Joe Hahn.

## Discografie
- Mysterious Clouds / Hymn to my lover (single, 2005)
- Louis (single, september 2007)
- Nickel in my pocket (single, januari 2008)
- Let me fall in love again (single)
- Lonely heart on wheels (single)
- Lonely Heart on Wheels (album, april 2008)
- Kom op, Kom op (single voor Kom op tegen kanker met Philippe Clement en Kristof Snelders, januari 2009)
- Warrior of the good (album, mei 2018, productie door Steve Willaert)
- Eternal Sleep Avenue (single, april 2023)
- Wild Bouquet (album, voorjaar 2024, productie door Steve Willaert)

## Media
- Zussen Cappaert lanceren CD in complete duisternis (Focus WTV)